# Pont de San Isidre
El pont de Sant Isidre és un pont de Madrid, que salva el riu Manzanares i el parc Madrid Río. Uneix el districte de Carabanchel amb el d'Arganzuela, prop de l'Estadi Vicente Calderón.

## Història

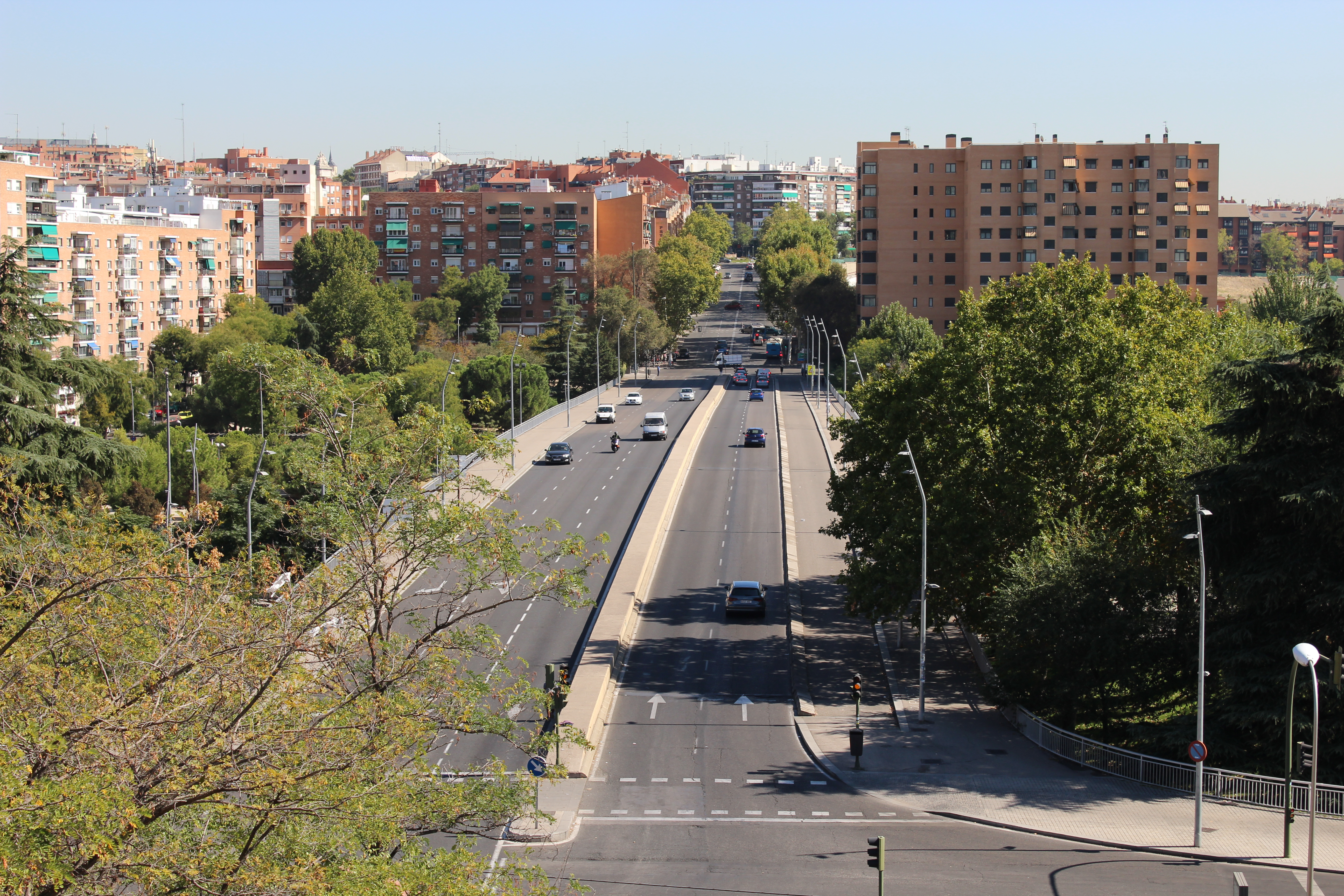
Vista del pont cap a l'est, continuat pel passeig dels Pontones.

El pont de Sant Isidre va ser projectat en 1969 per connectar, mitjançant una via d'alta capacitat per a transit rodat, les dues riberes del riu Manzanares. Per aquell temps la ribera dreta (districtes de Carabanchel i Usera) havia experimentat un gran creixement urbà i el transit havia de sortejar el riu sobre els ponts històrics de Segòvia, aigües amunt, i de Toledo, aigües avall. A més, la construcció de l'estadi Vicente Calderón, camp del Club Atlético de Madrid, on al 1966 s'havia multiplicat el transit a la zona. El pont va ser finalitzat i obert al transit el 1974. Té dos carrils per cada sentit i un carril destinat a bicicletes.

## Construcció
Va substituir un anterior pas elevat sobre el riu, que al seu torn va suplir les funcions del primitiu pontón o pont de barques que va funcionar fins a 1900, i conegut com a pontón de san Isidro, perquè servia de drecera per arribar fins a l'ermita de Sant Isidre. El projecte va venir de la mà del Ministeri d'Obres Públiques i es va emmarcar dins de les obres de la M-30 per sortejar l'avinguda del Manzanares. Fa una longitud de 289 metres i una amplària màxima de 26 metres. Uneix el passeig dels Pontones, en la ribera esquerra, amb el passeig de l'Ermita del Sant, en la ribera dreta.
Es divideix en tres trams: els laterals d'accés, que són obertures contínues de 20 metres, mentre que el central té tres obertures contínues de 26,5+43+26,5 m. Les piles estan formades per dos pilars rectangulars, excepte les dues piles de l'obertura central que són envans trapeciales. La construcció es va realitzar in situ “hormigonando” els trams d'accés sobre cimbra recolzada en el sòl, i l'obertura central sobre una biga metàl·lica que salva el riu.